# Vega de los Marcos
Vega de los Marcos är en ort i Mexiko.   Den ligger i kommunen El Higo och delstaten Veracruz, i den sydöstra delen av landet, 260 km norr om huvudstaden Mexico City. Vega de los Marcos ligger 32 meter över havet och antalet invånare är 306.
Terrängen runt Vega de los Marcos är platt, och sluttar norrut. Runt Vega de los Marcos är det ganska glesbefolkat, med 34 invånare per kvadratkilometer. Närmaste större samhälle är San Vicente Tancuayalab, 5,3 km väster om Vega de los Marcos. Trakten runt Vega de los Marcos består till största delen av jordbruksmark.